# Hardencourt-Cocherel
Hardencourt-Cocherel är en kommun i departementet Eure i regionen Normandie i norra Frankrike. Kommunen ligger i kantonen Pacy-sur-Eure som tillhör arrondissementet Évreux. År 2022 hade Hardencourt-Cocherel 286 invånare.

## Befolkningsutveckling
Antalet invånare i kommunen Hardencourt-Cocherel
Referens:INSEE